# Die Pariser Friedenskonferenz (Buch)

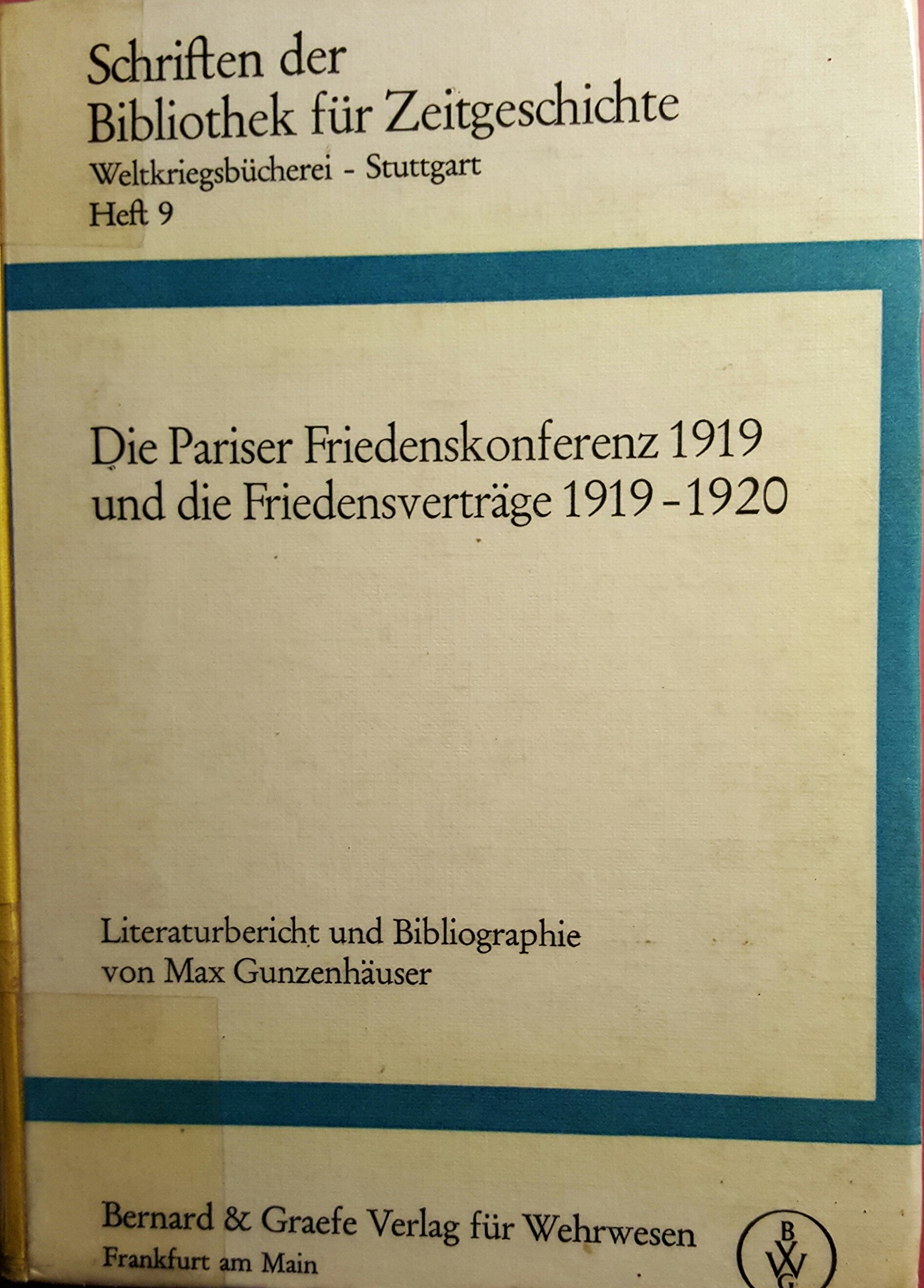
Gunzenhäuser: Die Pariser Friedenskonferenz (1970)

Die Pariser Friedenskonferenz 1919 und die Friedensverträge 1919–1920. Literaturbericht und Bibliographie ist die im Jahr 1970 von dem deutschen Bibliothekar und Historiker Max Gunzenhäuser veröffentlichte Bibliographie über die Pariser Friedenskonferenz. Das Buch enthält etwa 2300 Quellen, die bis zum Ende der 1960er veröffentlicht wurden; in der Bundesrepublik Deutschland ist das Werk bei Bernard & Graefe erschienen.